# Požarevac
Požarevac (serbisch Пожаревац, deutsch Passarowitz), übersetzt „Feuerstadt“, ist eine Stadt in Serbien, etwa 90 km (60 km Luftlinie) südöstlich von Belgrad.
Bekannt ist sie durch den Frieden von Passarowitz und als Geburtsort von Slobodan Milošević (20. August 1941). Als Hauptverwaltungssitz des Bezirks Braničevo hat diese Stadt eine große Anzahl von Kommunikations- und Verwaltungsaufgaben inne.

## Geografie

### Geografische Lage
Požarevac befindet sich im zentralserbischen Bezirk Braničevo, 80 km südlich von Belgrad. Dieser Bezirk erstreckt sich über den Nordostteil von Serbien. Požarevac liegt zwischen den drei Flüssen Donau, Morava und Mlava.

### Klima
Das örtliche Klima ist im Winter rau. Aus dem Nordosten weht ein sehr kalter Wind, genannt der Košava, der den längeren Aufenthalt im Freien teils nahezu unmöglich macht, auch wenn das Thermometer nur wenige Grade unter dem Gefrierpunkt anzeigt. Der Sommer ist dagegen meist sehr heiß, mit konstanten Temperaturen über dreißig Grad.

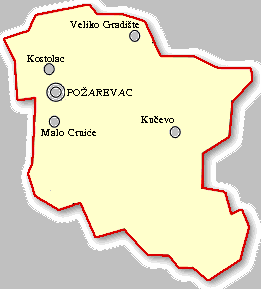
Lage von Požarevac im Bezirk Braničevo

## Geschichte

### Die Legende über die Entstehung der Stadt Požarevac
Der serbische Fürst Vuk Branković kämpfte zusammen mit seinem Bruder gegen die Osmanen und eroberte dabei die Stadt Kulić, aber beim Versuch Smederevo zu erobern, scheiterte er und kehrte nach Slankamen zurück. Der Osmane Alibeg hatte aber in der Abwesenheit des Fürsten dessen Land und Schlösser verwüstet. So kam es erneut zur Schlacht, in der Alibeg verletzt wurde und in ein Dorf floh. Da die Bauern Angst hatten, ihn auszuliefern, ließ der Fürst 70 Männer hinrichten. Auch heute noch heißt dieses Dorf nach jenem Geschehen „Udovice“ (Witwendorf). Alibeg floh weiter, überquerte den Fluss Morava und versteckte sich in einem Ried, in das niemand hereinkommen konnte. Doch der Fürst steckte das Ried in Brand und so erlitt Alibeg einen grauenvollen Tod. Der Ort, an dem sich dieses Ereignis abspielte, bekam den Namen „Požarevac“ (Feuerstadt).
Požarevac wird das erste Mal im Jahr 1476 erwähnt und später bekannt durch den Frieden von Passarowitz, der 1718 in Požarevac zwischen Österreich und dem Osmanischen Reich unterzeichnet wird.
Mitte des 19. Jahrhunderts beginnt das Aufblühen der Stadt, in der Zeit der serbischen Emanzipation wurden Požarevac und Kragujevac zum Zweitamtssitz des damaligen Prinzen Miloš Obrenović. Er hat auch zu dieser Zeit eine Anzahl von Monumenten in Požarevac errichten lassen, die seiner auf ewig erinnern sollen.
Sehenswürdigkeiten in Požarevac:
- Die Kirche 1819
- Der Palast 1825
- Der Marktplatz 1827
- Ljubičevo, Rennpferd-Zuchtgebiet und Veranstaltungsort 1860

## Politische, wirtschaftliche und kulturelle Rolle der Stadt
Požarevac ist das kulturelle, wirtschaftliche und politische Zentrum des gesamten Gebiets. Der oberste Gerichtshof des Bezirks ist ebenfalls in Požarevac.

### Kultur

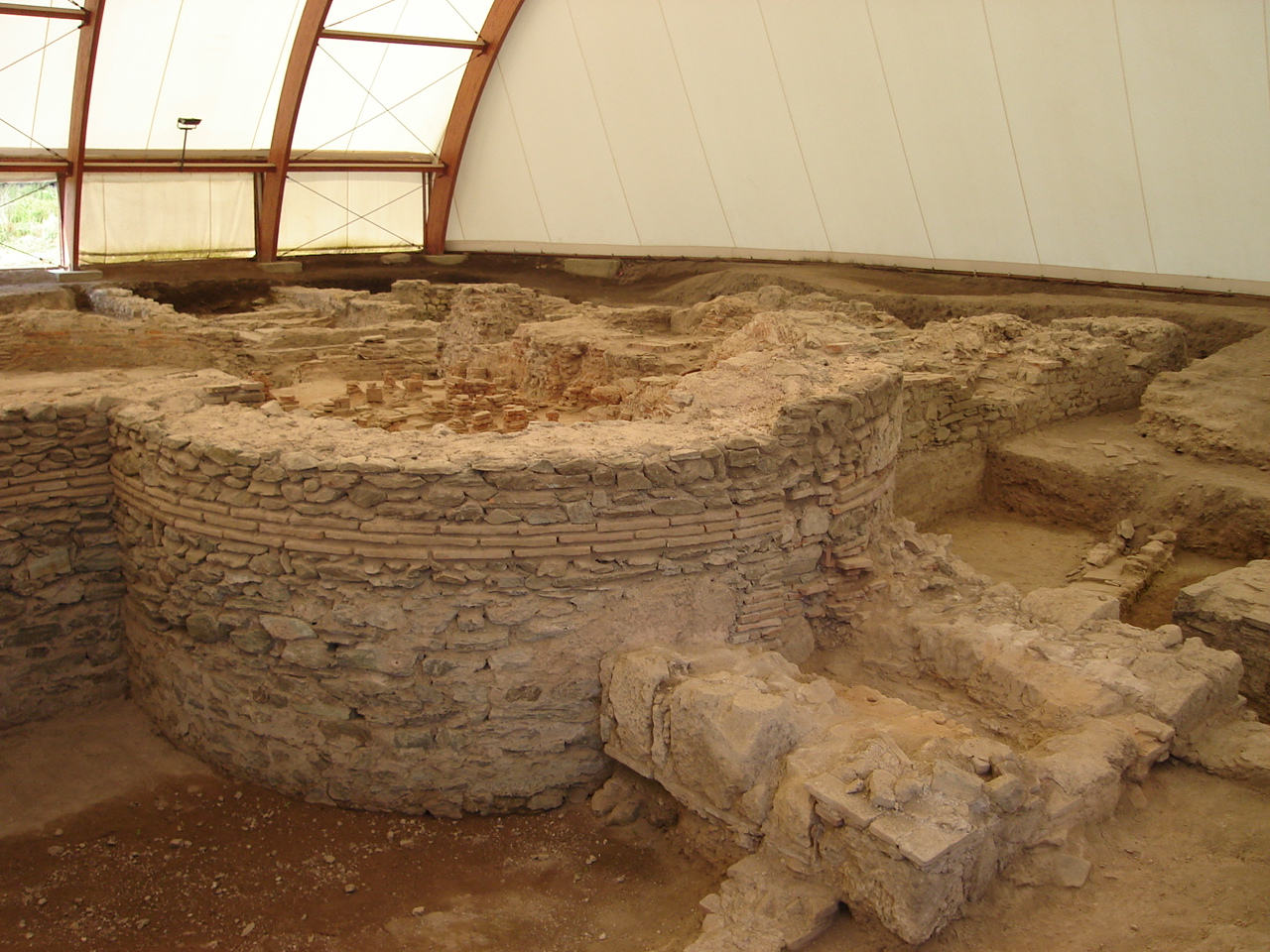
Ausgrabung Viminatium (Kostolac)

Viminatium (Kostolac)

Sehenswürdigkeiten, Museen und Galerien in Požarevac und Umgebung:
- Das Nationalmuseum (zweitältestes in Serbien nach Belgrad)
- Die Nationalbibliothek (seit 1847)
- Viminatium: Überreste der untergegangenen römischen Hauptstadt der Provinz Moesia Superior (Kostolac, Umgebung Požarevac)
- Etno-Park Tulba (Freiluft-Museum)
- Gemäldegalerie von Milena Pavlović-Barili (eine angesehene, surrealistische Künstlerin und Poetin)
- Monument von Miloš Obrenović im zentralen Park.

Warum Miloš Obrenovićs Statue ins westliche Landesinnere zeigt, erklären die eingravierten Wörter auf dem Monument: „Delibašo carski delijo, ti imaš kud i na drugu stranu a ja nemam kuda nego tuda, pa u život ili smrt.“ Deutsch: „Delibasha [Osmanischer Herrscher des Gebiets], des Zaren rechte Hand, du kannst auch umkehren, aber ich nicht. Das ist mein Zuhause, ich muss dahin, auf Leben und Tod.“
Diese Worte leiteten auch zum Teil den zweiten serbischen Aufstand gegen die Osmanen und damit das Ende des Osmanischen Reiches in Serbien und dem Gebiet des heutigen Nordmazedonien ein.
1842 fand die erste Vorführung von William Shakespeares Meisterwerk Romeo und Julia auf dem Balkan in Požarevac statt.

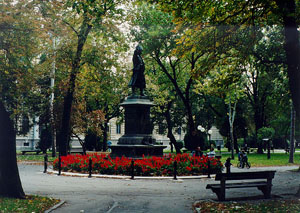
Denkmal von Miloš Obrenović
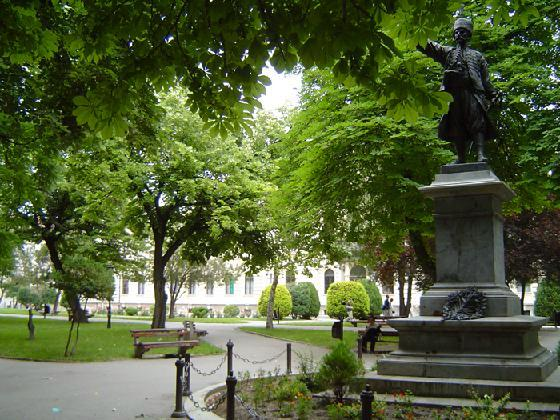
Park Požarevac
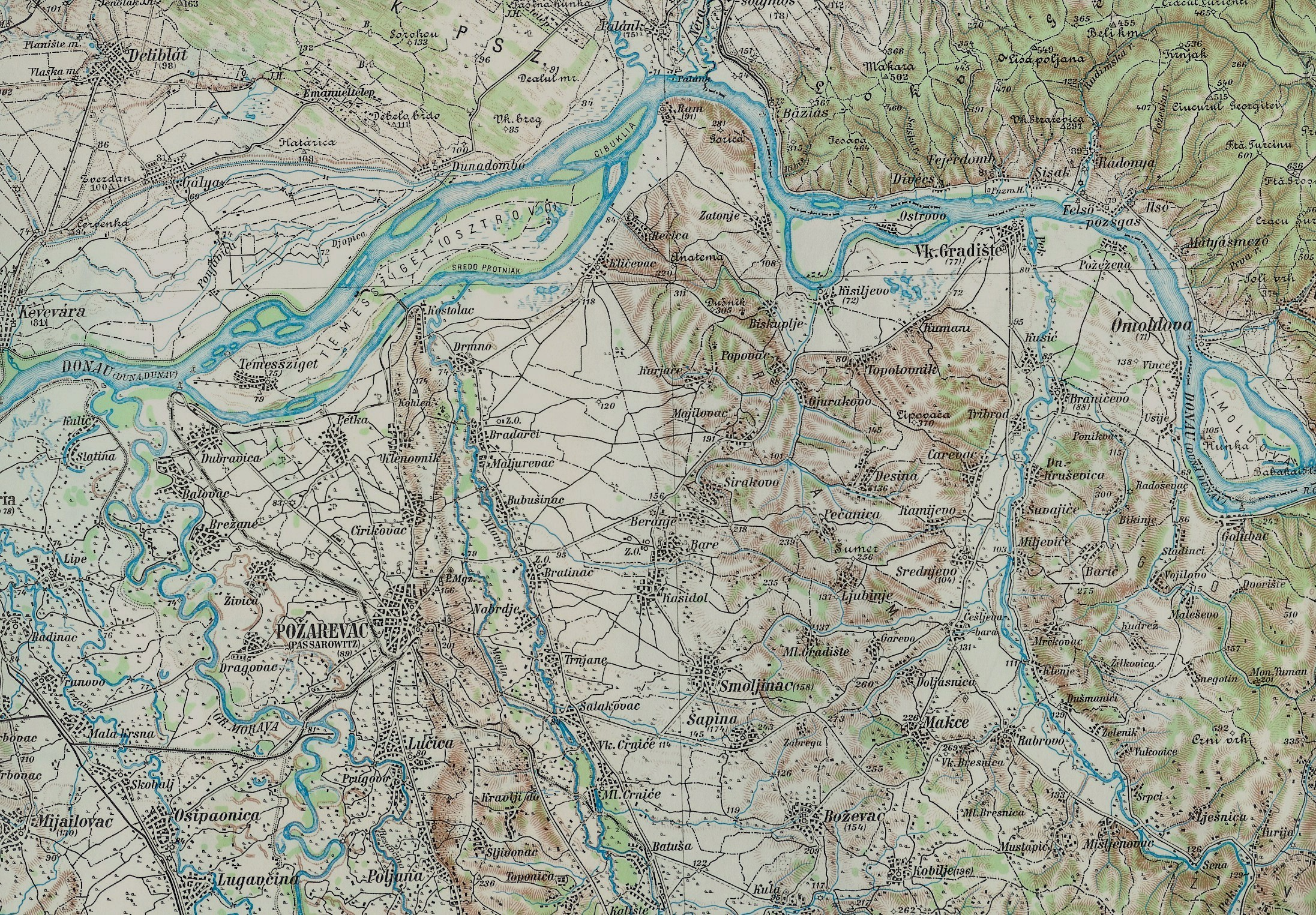
Požarevac zwischen Morava und Mlava ca. 1916
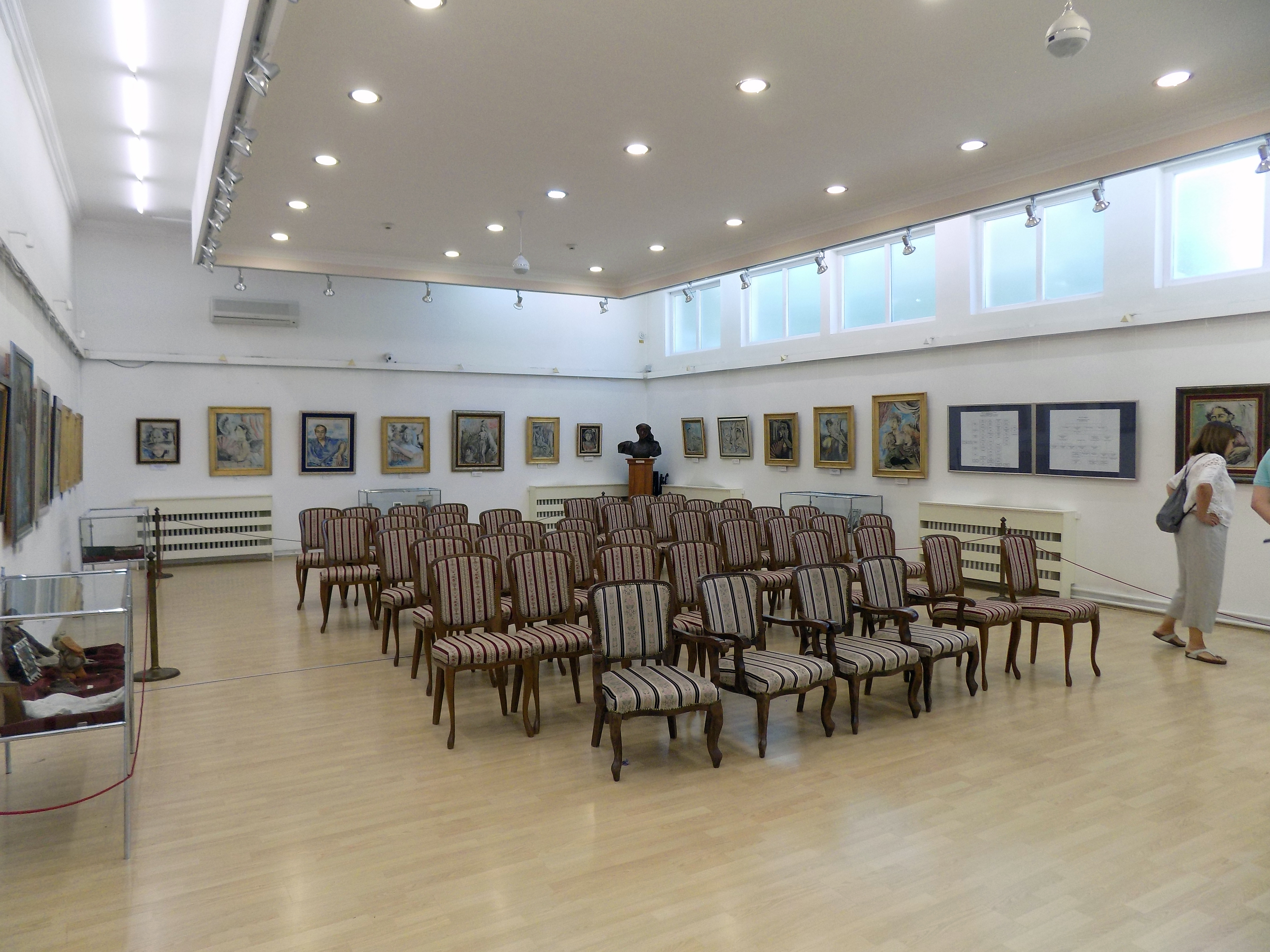
Galerie von Milena Pavlović-Barili in ihrem Geburtshaus

### Wirtschaft
Fast alle Unternehmen der Region konzentrieren sich auf die Städte Požarevac und Umgebung. Der bekannteste Industriebetrieb ist das landwirtschaftliche-industrielle Kombinat Požarevac, das ein Viertel des Lebensmittelbedarfs Serbiens deckt.
Die in Požarevac und Umgebung abgebauten Rohstoffe werden auch in alle umliegenden Bezirke sowie nach Rumänien exportiert.
- Kohle
- Rohöl
- Mineralien
- Mineralwasser

## Söhne und Töchter der Stadt

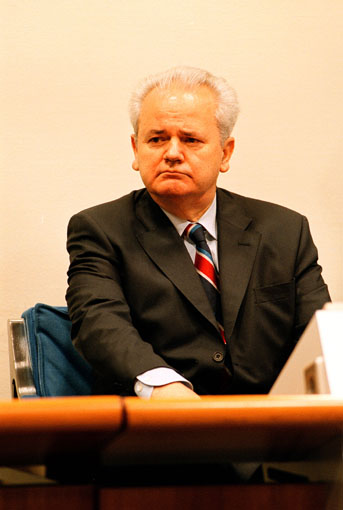
Slobodan Milošević, ehemaliger Präsident der BR Jugoslawien, wurde 1941 in der Stadt geboren.

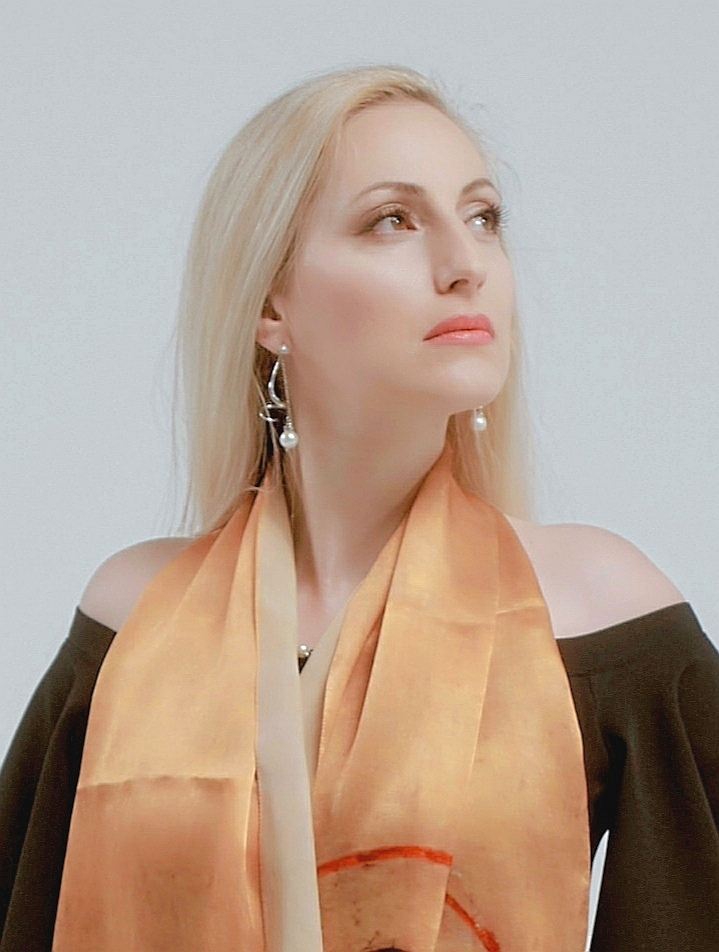
Gabrijela Ubavić, Sopranistin, wanderte in die Schweiz aus

- Carl Samuel Neumann Edler von Buchholt (1722–1782), Gründer Banater Kolonien, Mitglied der Landesadministration
- Stephan von Millenkovich (1785–1863), Offizier und Oberst unter Ferdinand I. (Österreich)
- Milivoje Živanović (* 1900), Schauspieler
- Milena Pavlović-Barili (1909–1945), serbische Malerin und Dichterin
- Slobodan Milošević (1941–2006), ehemaliger jugoslawischer Präsident
- Mirjana Marković (1942–2019), Witwe Slobodan Miloševićs
- Dušan Vujović (1951–2025), Ökonom und Politiker
- Saša Ilić (* 1977), serbischer Fußballnationalspieler
- Saša Ranković (* 1979), serbischer Fußballspieler
- Marjan Marković (* 1981), serbischer Fußballnationalspieler
- Nikola Ignjatijević (* 1983), serbischer Fußballspieler
- Nenad Marković (* 1984), serbischer Folk-Sänger
- Radmila Manojlović (* 1985), serbische Folk-Sängerin
- Živorad Mišić (* 1987), serbischer Fußballspieler
- Nikola Peković (* 1990), Volleyballspieler
- Nataša Stanković (* 1992), Schönheitskönigin, die Bollywoodstarlet wurde
- Đorđe Petrović (* 1999), Fußballtorwart
- Aleksa Ilić (* 2004), Fußballspieler
- Maša Rajić (* 2007), Mittelstreckenläuferin